# Flüchtlingstragödie bei Parndorf
Die Flüchtlingstragödie bei Parndorf als Bestandteil der Europäischen Flüchtlingskrise ereignete sich am 26. August 2015. Dabei kamen 71 Menschen aus dem Irak, aus Afghanistan, Syrien und dem Iran ums Leben, die in einem Kühllastwagen von Ungarn aus nach Österreich einreisen wollten. Ihre Leichen wurden am 27. August 2015 im luftdicht verschlossenen Laderaum des Fahrzeugs gefunden, das in einer Pannenbucht auf der Ostautobahn A4 in der Gemeinde Parndorf im Burgenland in Österreich abgestellt worden war. Die vier Haupttäter aus der Schlepperbande, die den Transport der Menschen organisiert hatten, wurden in Ungarn wegen Mordes unter besonders grausamen Umständen zu lebenslangen Haftstrafen verurteilt.

## Hergang
Nach Angaben der Landespolizeidirektion Burgenland fuhr der Lkw des Typs Volvo FL 180, in dem später die Leichen gefunden wurden, mit den Geflüchteten am Morgen des 26. August 2015 östlich von Budapest los, wie Daten aus dem ungarischen Mautsystem belegen. Gestartet sein soll der Flüchtlingstransport in der ungarischen Stadt Kecskemét. Am Vormittag gegen 9 Uhr soll sich das Fahrzeug noch in der Nähe von Budapest befunden haben und dann im Laufe des Tages über die ungarische Autobahn M1 und über den Grenzübergang Hegyeshalom/Nickelsdorf nach Österreich gefahren worden sein.
Der Lkw – zweiachsig, mit Kühlkoffer-Aufbau und 7,5 t hz Gesamtmasse – wurde in einer Nothaltebucht der Ostautobahn A4 zwischen Neusiedl am See und Parndorf abgestellt, etwa einen Kilometer nach der Ausfahrt Neusiedl in Richtung Wien. Ein Zeuge gab an, das Fahrzeug bereits am Morgen des 26. August gegen 9:45 Uhr in der Nothaltebucht gesehen zu haben. Ein Mann sei von dort per Pkw geflüchtet.
Am Morgen des 27. August 2015 wurde der Lastwagen von einem Mitarbeiter der staatlichen Straßenbaugesellschaft ASFINAG bei Mäharbeiten entdeckt, der daraufhin die Polizei alarmierte. Das Führerhaus war unverschlossen und leer.
Die Polizei entdeckte die Leichen. Nach einer Erstsicherung und Spurensuche wurde der Lkw in die ehemalige Veterinärgrenzdienststelle in Nickelsdorf gebracht, in der es die Infrastruktur für eine provisorische Untersuchungsstelle gab. Die Opferanzahl wurde erst in der folgenden Nacht geklärt. In ersten Schätzungen war von 20 bis vielleicht 50 Opfern ausgegangen worden.
Im Laufe des nächsten Tags wurden die Leichen zur Obduktion in die Gerichtsmedizin in Wien gebracht. 
Die Muslimische Glaubensgemeinschaft schlug als Begräbnisort für die vermutet vielfach muslimischen Opfer den Islamischen Friedhof in Wien vor. Für Opfer, die nicht identifiziert werden würden und deren Glaubensbekenntnis daher unklar bliebe, wurde der Friedhof von Parndorf in Betracht gezogen.

## Opfer
In dem Lastwagen kamen 71 Menschen ums Leben, 59 Männer, 8 Frauen und 4 Kinder. Die vier Kinder waren ein Mädchen im Kleinkindalter und drei Jungen im Alter von acht bis zehn Jahren.

### Todesumstände
Als Todesursache der Flüchtlinge wurde Ersticken angenommen, außerdem hatte es zu der Zeit während der letzten Phase des Hitzesommers 2015 im pannonischen Raum bis 35 °C.
Spuren wiesen darauf hin, dass die Flüchtlinge möglicherweise versucht hatten, den Laderaum von innen aufzubrechen. Er war nach außen ausgebeult und zum Teil aufgeschlitzt.
Die Ladefläche des Fahrzeugs betrug 6 m × 2,15 m, also etwa 13 m². Die Laderaumkühlung war zum Zeitpunkt des Auffindens nicht aktiv.

### Identität der Toten
Die Polizei vermutete zunächst, dass es sich um Flüchtlinge aus Syrien handelte, da am Fundort ein syrisches Reisedokument gefunden wurde. Durch Einrichtung einer Hotline, die auch mit Dolmetschern arbeitete, erhoffte sich die Polizei Hinweise auf die Identität der Toten. Es wurden etliche Mobiltelefone sichergestellt.
Am 26. November 2015 vermeldete der burgenländische Landespolizeikommandant Doskozil, dass 69 der 71 Toten identifiziert werden konnten. Es handelte sich dabei um 29 Iraker, 21 Afghanen, 15 Syrer und 5 Iraner. Unter den Toten befanden sich zwei Familien aus Afghanistan: ein Ehepaar mit drei Kindern und einem Cousin sowie eine aus drei Personen bestehende Familie. Die meisten Opfer konnten in ihre Herkunftsländer überführt werden; 15 Menschen wurden in Österreich beerdigt.
Den Weg eines der Opfer, eines irakischen Kurden, der sich aus Sulaimaniyya auf den Weg gemacht hatte, um sich in Deutschland behandeln zu lassen und dort zu arbeiten, veröffentlichten das österreichische Nachrichtenmagazin profil Ende September 2015 und der Guardian Anfang Oktober 2015.

## Polizeiliche Ermittlungen

### 2015
Das Fahrzeug, ein 7,5-Tonnen-Kühl-Lkw mit ungarischem Kfz-Kennzeichen, trug die Aufschrift einer slowakischen Masthuhnproduktionsfirma. Das Unternehmen gab bekannt, dass es in der Vergangenheit 21 seiner Kühlwagen an sieben unterschiedliche Käufer veräußert habe, darunter auch das Tatfahrzeug. Der letzte Käufer des sichergestellten Lkw war das ungarische Unternehmen MasterMobilKer kft., das das Fahrzeug etwa ein Jahr zuvor von einem slowakischen Eigentümer gekauft hatte. Der wiederum hatte es vom slowakischen Hühnerfleischproduzenten Hyza, der zur Agrofert-Holding gehört, erworben.
In einer Pressekonferenz am 27. August in Anwesenheit der Innenministerin Johanna Mikl-Leitner wurde unter anderem die Frage gestellt, wieso der Kühllastwagen bei den Schwerpunktkontrollen nach Schlepperfahrzeugen nicht aufgefallen war. Hans Peter Doskozil, der die PK leitende Landespolizeidirektor des Burgenlands, beantwortete dies dahingehend, dass derartige Lastkraftwagen von der Größe und der Art „bis dato eher nicht in die bevorzugte Kategorie von Fahrzeug einzuordnen ist, die Schlepper verwenden. Schlepper verwenden […] eher diese Klein-Lkws, Kleinbusse, und natürlich versuchen wir eine Kontrolldichte in der Fläche aufrechtzuerhalten.“ Deshalb sei „dieses Fahrzeug für uns [die Polizei] nicht primär als Schlepperfahrzeug erkennbar gewesen […]“.
In der Pressekonferenz am Vormittag des 28. August wurde die Festnahme von drei mutmaßlichen Schleppern in Ungarn bekanntgegeben: ein Bulgare libanesischer Herkunft als Fahrzeughalter, ein weiterer Bulgare und ein Afghane mit ungarischer Identitätskarte als Fahrer. Kurz darauf wurde ein weiterer verdächtiger Bulgare festgenommen.
Die Bulgaren waren 29, 30 und 50 Jahre, der Afghane 28 Jahre alt.
Vermutet wurde die unterste Ebene eines bulgarisch-ungarischen Schlepperrings.
Österreich stellte einen Europäischen Haftbefehl aus, was die schnelle Verhaftung und eine Auslieferung ermöglichen sollte, wobei geklärt werden sollte, ob nicht Straftaten schon in Ungarn vorlagen.
Die Staatsanwaltschaft Eisenstadt  ermittelte vorerst wegen Schlepperei, vorsätzlicher Gemeingefährdung mit Todesfolge und Mordverdachts. Bis Sonntag, 30. August wurden weitere zwei mutmaßliche Schlepper in Ungarn verhaftet.

### 2017
Die ungarische Polizei berichtete im April 2017 vom Ergebnis ihrer Erhebungen. Sie warf neun tatverdächtigen Männern Schlepperei vor und vier davon Totschlag. Ein Afghane und sieben Bulgaren befanden sich zu diesem Zeitpunkt in Untersuchungshaft, nach einem weiteren Bulgaren wurde noch gefahndet. Die 71 Opfer aus Syrien, dem Irak und Afghanistan waren nach den Ermittlungserkenntnissen auf der Fahrt von Kecskemét im Süden Ungarns nach Österreich noch auf ungarischer Seite in dem luftdichten Laderaum erstickt. Die Schlepperorganisation hatte mehrere Lastwagen in Betrieb, Ersatzfahrer zum Lenken des Lkw und verwendete wie im konkreten Fall mehrere (zwei bis drei) Vorausfahrzeuge, die vor Polizeikontrollen warnen sollten. Mit etwa 1.000 geschmuggelten Menschen waren nach Angaben der Ermittler 15,5 Mio. Euro Umsatz gemacht worden, der laut Europol großteils nach Afghanistan geflossen sei. Die Staatsanwaltschaft hatte nun 30 (bis 60) Tage zur Beweiswürdigung Zeit.
Im Juni veröffentlichte der Rechercheverbund NDR, WDR und Süddeutsche Zeitung Informationen, die belegten, dass die ungarische Polizei die Telefone der Schlepper abgehört hatte und den Tod der Flüchtlinge hätte verhindern können. Sie wertete die Gespräche jedoch zu spät aus.

## Gerichtsverfahren und Verurteilung
Für die Strafverfolgung war die Oberstaatsanwaltschaft des Komitats Bács-Kiskun in Kecskemét zuständig, weil der Lkw dort gemietet worden war. Am 4. Mai 2017 teilte sie mit, dass elf Männer aus Afghanistan, Bulgarien und dem Libanon der Schlepperei im Rahmen einer kriminellen Vereinigung angeklagt werden, neun davon waren zu diesem Zeitpunkt in Untersuchungshaft, gegen zwei sollte Anklage in Abwesenheit erhoben werden. Vier Hauptverdächtige – ein Afghane und drei Bulgaren –, die unmittelbar an der konkreten Fahrt beteiligt waren, sollten überdies wegen Mordes angeklagt werden. Die ungarische Polizei schloss Anfang April die Erhebungen ab und empfahl der Staatsanwaltschaft die Anklage. Die Schlepperorganisation soll rund 1.200 Flüchtlinge in den Westen geschmuggelt haben, der 30-jährige afghanische Anführer soll dabei mindestens 300.000 Euro verdient haben.
Der Prozess gegen die elf mutmaßlichen Schlepper begann am 21. Juni 2017 in Kecskemét. Die Staatsanwaltschaft warf ihnen „besondere Grausamkeit“ vor, da sie das Ersticken der Flüchtlinge im luftdicht verschlossenen Laderaum bemerkt haben sollen. Für den 22., 23., 29. und 30. Juni waren weitere Verhandlungstage angesetzt, während danach mehrmals im Monat weiterverhandelt werden sollte. Am 14. Juni 2018 ergingen die erstinstanzlichen Urteile gegen die elf Angeklagten sowie drei weitere, gegen die in Abwesenheit verhandelt worden war: Die vier Haupttäter wurden zu Haftstrafen von jeweils 25 Jahren verurteilt, die sie teilweise unter verschärften Bedingungen verbüßen sollten. Gegen die übrigen zehn Beschuldigten wurden Gefängnisstrafen zwischen drei und zwölf Jahren verhängt. Sowohl die Staatsanwaltschaft, die für die Haupttäter lebenslänglich gefordert hatte, als auch die Verteidiger legten umgehend Berufung gegen die Urteile ein. Am 20. Juni 2019 erhöhte das Tafelgericht in Szeged in zweiter Instanz die Strafen gegen die vier Haupttäter auf lebenslang wegen Mordes unter besonders grausamen Umständen. Für drei der Hauptangeklagten schloss das Gericht eine vorzeitige Haftentlassung aus, dem vierten wurde die Möglichkeit einer Entlassung nach 30 Jahren Haft eingeräumt.

## Reaktionen
Der österreichische Bundespräsident Heinz Fischer rief im Verlauf der Westbalkan-Konferenz, die zeitgleich in Wien stattfand und die Flüchtlingskrise in Europa 2015 auf der Balkanroute zum Thema hatte, zu einer Schweigeminute auf.
Papst Franziskus ging bei einer kurzen Ansprache nach dem Angelusgebet am 30. August 2015 auf die Flüchtlingstragödie bei Parndorf ein. „Bitten wir um Gottes Barmherzigkeit und bitten wir ihn uns zu helfen für eine effektive Zusammenarbeit gegen diese Verbrechen an der gesamten Familie der Menschheit. Beten wir für alle Flüchtlinge, die leiden und für alle, die ihr Leben verloren haben.“
Im Stephansdom in Wien fand am 31. August eine von Kardinal Christoph Schönborn gelesene Gedenkmesse statt. Mit der Pummerin ertönten zahlreiche Kirchenglocken in Ostösterreich.
Ebenfalls am 31. August fand in Wien eine Demonstration mit etwa 20.000 Teilnehmern unter dem Motto Mensch sein in Österreich statt. Sie wurde von einer Privatperson unter Nutzung von webbasierten Netzwerken organisiert und von einigen NGOs unterstützt. Die Abschlusskundgebung fand vor dem Parlamentsgebäude statt.
Am Abend desselben Tages trafen sich in den oberösterreichischen Städten Linz 2.500 sowie Steyr einige hundert Menschen zu Kundgebungen, am Hauptplatz Wels 900 zu einer Gedenkfeier um 71 schwarze Podeste mit Grablichtern. In Wien, Eisenstadt wie auch Budapest wurden spontan Mahnwachen organisiert.
Einige Akteure der Flüchtlingsthematik wiesen darauf hin, dass ähnliche tragische Vorfälle auf der Mittelmeer-Route seit Jahren nahezu der Normalfall seien. Es sei erschreckend, dass solche Ereignisse Mitteleuropa erreichen müssten, um die humanitäre Katastrophe in der EU-Flüchtlingskrise wieder in die mediale Aufmerksamkeit zu rücken.
In Innsbruck wurde von den Jungen Grünen ein Mahnmal mit 71 Paar Schuhen auf den der Ladefläche des Lkw entsprechenden 13 Quadratmetern Boden errichtet. Die Europäische Friedensuniversität beschloss, ein Mahnmal zum Gedenken vor dem Studienzentrum in Stadtschlaining zu errichten.
In Bochum machten der Spediteur Graf und das dortige Schauspielhaus in einer Aktion auf das Flüchtlingsleid aufmerksam. Vor dem Theaterhaus wurde ein 7,5-Tonnen-Lkw ähnlicher Bauart aufgestellt und am Kofferaufbau die Heckladeklappe geöffnet. 71 Bürger stiegen über diese Ladebühne auf die 15 Quadratmeter große Ladefläche, standen mehrere Minuten zusammengedrängt und schauten betroffen ins Freie. Der leitende Dramaturg Olaf Kröck wies darauf hin, dass so „viele Menschen in so einem Leid Tausende Euros ausgeben und unsichere Wege gehen müssen, während es für uns Europäer so viel einfacher und sicherer ist, in die andere Richtung zu reisen.“

## Kritik an Bildveröffentlichungen
Die Kronen Zeitung veröffentlichte am 28. August 2015 ein Foto der verwesten Leichen. Sie wurde dafür heftig kritisiert, beim Österreichischen Presserat gingen zahlreiche Beschwerden ein. Gegenüber der Tageszeitung Der Standard verteidigte Multimedia-Chefredakteur Richard Schmitt die Veröffentlichung des Fotos, das „die Dramatik des Todeskampfes von Männern und Frauen im Laderaum ohne Sauerstoff“ zeige. Die Entscheidung zur Veröffentlichung sei „eine gemeinsame Entscheidung der Chefredaktion“ gewesen.
Die Bild-Zeitung veröffentlichte dasselbe Bild unter dem Titel Das Foto der Schande, mit der Begründung, dass es „nur solche erschütternden, zeitgeschichtlichen Fotos“ seien, „die Politik und Öffentlichkeit endlich aufzurütteln vermögen“.
Das Foto stammte mutmaßlich aus Polizeikreisen. Die Behörden ermittelten gegen insgesamt 17 Polizeibeamte. Die Erhebungen wurden im Dezember 2016 von der Staatsanwaltschaft Eisenstadt jedoch ohne klärendes Ergebnis eingestellt.
In sozialen Netzwerken tauchten zahlreiche Fotos des Fahrzeugs auf, die Schaulustige am Fundort gemacht hatten.

## Rezeption
Die 2016 erstausgestrahlte Tatort-Folge Im gelobten Land, in deren Handlung 23 Menschen in einem von Schleppern und Schmugglern organisierten Lkw ersticken, entstand in ihren Grundzügen bereits 2014.

### Theater
Der Autor und Regisseur Peter Wagner inszenierte aus Texten von 21 burgenländischen Autorinnen und Autoren sowie Interviews von Beteiligten das Theaterstück „71 oder Der Fluch der Primzahl“. Das Stück ist eine Koproduktion der Theaterinitiative Burgenland mit dem Offenen Haus Oberwart und der Gemeinde Parndorf. Die Uraufführung fand am 4. Jänner 2017 in Parndorf statt, danach tourte die Produktion durch das Burgenland und Österreich.

### Buch
Der Autor Carlos Peter Reinelt wurde für seine Verarbeitung der Tragödie in seinem Buch Willkommen und Abschied bei den Rauriser Literaturtagen 2016 ausgezeichnet.
In seinem Gedicht Freiheit Nord, erschienen im Lyrikband Brandseelaute, nimmt der Schriftsteller Robert Kleindienst auf die Parndorfer Flüchtlingstragödie Bezug.